# カワサキ・ZZR1200
カワサキ・ZZR1200（ゼットゼットアールせんにひゃく）は、川崎重工業（カワサキ）が2002年から2005年までの間製造販売していたZZRシリーズの大型自動二輪車（オートバイ）である。

## 概要
当時のカワサキのフラッグシップは2000年に発売されたZX-12Rであったが、ZX-12RはZZR1100からフラッグシップの座を引き継いだもののスーパースポーツ寄りの性格が与えられており、スポーツツアラーとしての性格は希薄であった。市場にはZZR1100の後継車種としてのスポーツツアラーモデルを望む声も少なくなかったため、本車はこれに応える形で2002年に市場に投入された。ZX-12Rとの差別化もありZZR1200には先代のZZR1100に比べツアラー寄りの性格付けが施されている。
スポーツツアラーとしてのZZR1100の進化型として手堅くまとめられており、ZZR1100の弱点とされていた部分のほとんどは改善されている。だが、技術的には良くも悪くも保守的で目新しいものがなく、先進性に乏しいものであった。その反面、外観デザインは前衛的とも言える個性的で好みの分かれるものであった。「最速」のイメージを持たず、メーカー最上位機種ではなくなったことも購入予備軍であった多くのZZR1100ユーザーにはあまり好意的には受け入れられず、販売台数は振るわなかった。
2006年には後継車種となるZZR1400が発売され、ZX-12Rと共に生産終了となった。

## 車両解説
エンジンはZZR1100から発展したZRX1200のものをベースに高出力化されたもので、シリンダーは鋳鉄スリーブを廃しメッキシリンダー化、ボア・ストローク共に拡大され排気量はZZR1100から112 cc増加している。当時の新型車両はインジェクションを採用するのがすでに主流であったが、本車はキャブレターであり、カワサキの大型自動二輪車では最後のキャブレター採用車両である。マフラーはエキゾーストパイプとサイレンサーともにステンレス製の左右2本出しである。
フレームはZZR1100のアルミツインスパー＋鋼管ダウンチューブを踏襲しているが、シートレールは積載性を重視して別体の鋼管製となった。ツーリングユースにおける二人乗りや荷物の積載への対応力を高めるため、リヤサスペンションはリモート式のプリロードアジャスター付である。フロントフォークはカートリッジ式の正立で減衰調整機能はない（C3型で追加）。フロントブレーキにはニッシン製異径4ポッドキャリパーを採用、車重に見合った制動力となっている。
ヘッドライトは2灯同時点灯のリフレクターヘッドライトとなり、ZZR1100に比べ照射範囲は大幅に改善されている。

## モデル一覧

### ZX1200-C1（2002年）
- パールミスティックブラック：欧州仕様・北米仕様・マレーシア仕様
- キャンディライトニングブルー：欧州仕様・マレーシア仕様
- ギャラクシーシルバー：欧州仕様・北米仕様・マレーシア仕様

### ZX1200-C2（2003年）
- パールミスティックブラック：欧州仕様
- キャンディサンダーブルー：欧州仕様・北米仕様
- ムーンライトシルバー：欧州仕様・北米仕様

### ZX1200-C3（2004年）
C3からフロントフォークが減衰調整付に変更され、ステアリングステムが大径化された。そのためアップハンドル化のアフターパーツはC2までとC3以降で互換性はない。
- キャンディサンダーブルー
- ムーンライトシルバー

### ZX1200-C4（2005年）
- メタリックオーシャンブルー：統一仕様